# Bay County (Michigan)
Bay County je okres ve státě Michigan v USA. K roku 2010 zde žilo 107 771 obyvatel. Správním městem okresu je Bay City. Celková rozloha okresu činí 1 634 km².

## Sousední okresy
| Růžice kompasu | Gladwin County | Arenac County         |                | Růžice kompasu |
| Růžice kompasu | Midland County | Sever                 |                | Růžice kompasu |
| Růžice kompasu | Midland County | Bay County (Michigan) |                | Růžice kompasu |
| Růžice kompasu | Midland County | Jih                   |                | Růžice kompasu |
| Růžice kompasu |                | Saginaw County        | Tuscola County | Růžice kompasu |